# توکای سرخ‌وسیاه
توکای سرخ‌وسیاه (نام علمی: Geokichla mendeni)، که همچنین به عنوان توکای پِلِنگ شناخته می‌شود، گونه‌ای از پرندگان خانواده توکایان است. این گونه بومی جنگل‌های جزایر تالابو و پلنگ اندونزی است که در معرض خطر از دست دادن زیستگاه است. به‌طور سنتی، آن را زیرگونه‌ای از توکای پشت‌سرخ در نظر می‌گرفتند.